# カステッリーリ
カステッリーリ（伊: Castelliri）は、イタリア共和国ラツィオ州フロジノーネ県にある、人口約3,100人の基礎自治体（コムーネ）。

## 地理

### 位置・広がり
フロジノーネ県の中部に位置するコムーネ。県都フロジノーネから東北東へ18km、カッシーノから北西へ31km、ローマから東南東へ91.kmの距離にある。

#### 隣接コムーネ
隣接するコムーネは以下の通り。
- アルピーノ
- イーゾラ・デル・リーリ
- モンテ・サン・ジョヴァンニ・カンパーノ
- ソーラ

### 気候分類・地震分類
カステッリーリにおけるイタリアの気候分類 (it) および度日は、zona D, 2080 GGである。
また、イタリアの地震リスク階級 (it) では、zona 2A (sismicità media) に分類される。

## 行政

### 山岳部共同体
広域行政組織である山岳部共同体「ヴァッレ・デル・リーリ山岳部共同体」 (it:Comunità montana Valle del Liri) （事務所所在地: アルチェ）を構成するコムーネの一つである。